# Nebulosa Coroa Austral

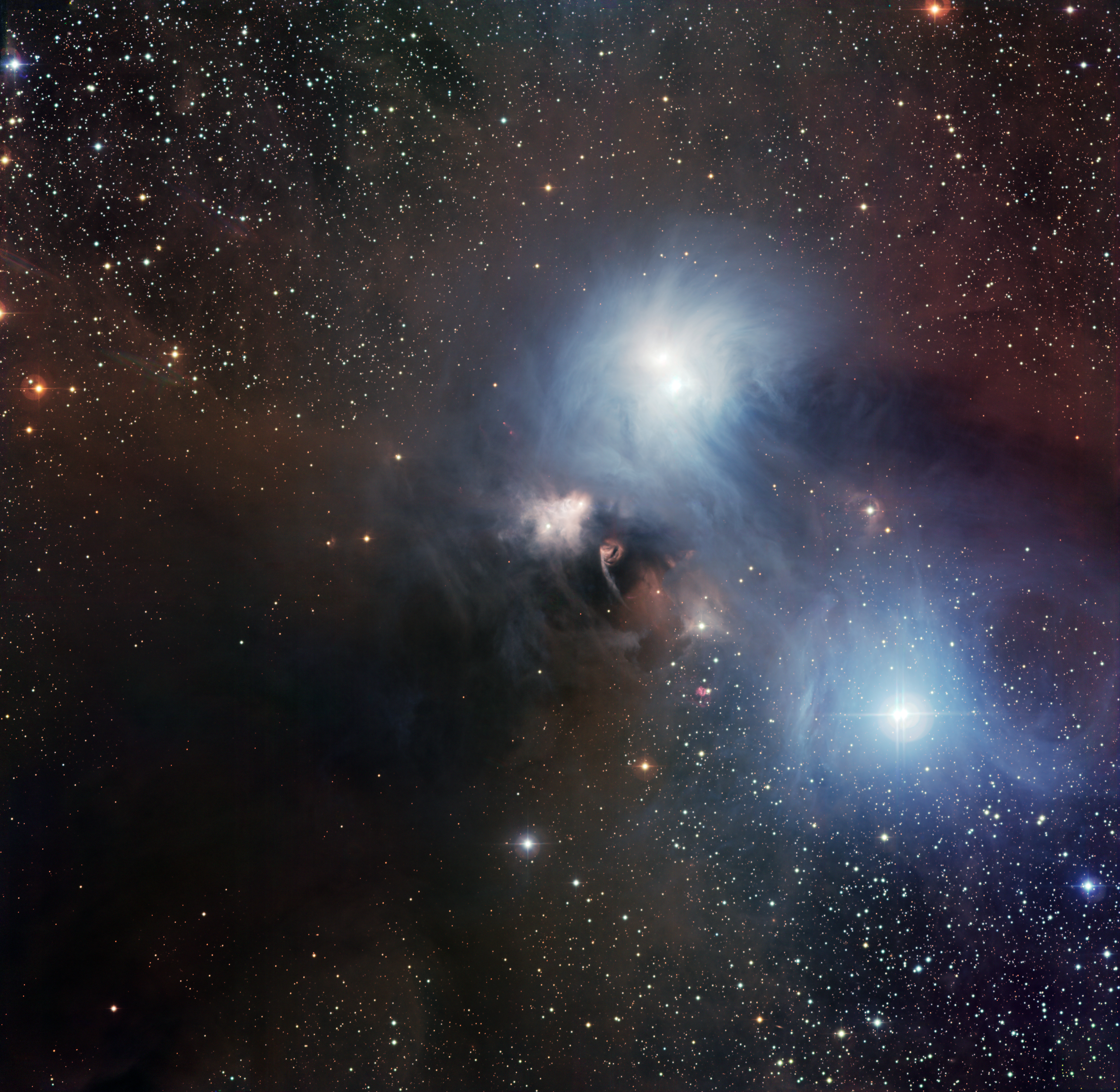

A Nebulosa Coroa Austral (em inglês: Corona Australis Nebula) é uma nebulosa de reflexão localizada na constelação de corona australis. Essa nebulosa é o resultado de de algumas estrelas brilhantes que estão no interior de uma nuvem grande e empoeirada. Essa complexa nebulosa esta a uma distância de 420 anos luz da terra, uma das nebulosa de grande formação de estrelas mais próxima da terra.